# 146. п. н. е.

## Догађаји
- Пад Картагине.
- Ахајски рат